# Arrondissement Lisieux
Arrondissement Lisieux je francouzský arrondissement ležící v departementu Calvados v regionu Normandie. Jeho území je dále rozděleno do 7 kantonů (některé z nich zasahují částečně i do okolních arrondissementů), které jsou tvořeny jednotlivými obcemi.

## Kantony
- Cabourg (částečně)
- Honfleur-Deauville
- Lisieux
- Livarot (částečně)
- Mézidon-Canon (částečně)
- Pont-l'Évêque
- Troarn (částečně)